# Cargolet del Perú
El cargolet del Perú (Cinnycerthia peruana) és una espècie d'ocell de la família dels troglodítids (Troglodytidae).

## Hàbitat i distribució
Habita el sotabosc de la selva humida i altres formacions boscoses de les muntanyes del Perú.